# English Electric Lightning
El English Electric Lightning (posteriormente BAC Lightning) fue un avión caza británico supersónico de la Guerra Fría, recordado por su velocidad alta y su aspecto metálico. El Lightning entró en servicio de la Royal Air Force, la Real Fuerza Aérea Saudí y la Fuerza Aérea de Kuwait
El avión se utilizó en exhibiciones de vuelo, superó varias marcas mundiales de velocidad. En julio de 2006, el F-35 Joint Strike Fighter fue renombrado como "Lightning II" para distinguirse del English Electric Lightning y el P-38 Lightning.
Una característica única del diseño del Lightning es la configuración vertical y escalonada de sus dos motores turborreactores Rolls-Royce Avon dentro del fuselaje. El Lightning se diseñó y desarrolló inicialmente como un interceptor para defender los aeródromos del bombardero V del ataque de futuros bombarderos soviéticos supersónicos con armamento nuclear, como el Tupolev Tu-22, y posteriormente también se requirió que interceptara a otros aviones bombarderos como el Tupolev Tu-16 y el Tupolev Tu-95. El relámpago tiene una velocidad de ascenso, techo y velocidad excepcionales; los pilotos han descrito volarlo como "estar cargado a un cohete". Este rendimiento y el suministro de combustible inicialmente limitado hicieron del Lightning una aeronave "crítica para el combustible", lo que significa que sus misiones están dictadas en gran medida por su alcance limitado. Los desarrollos posteriores proporcionaron mayor alcance y velocidad, junto con el reconocimiento aéreo y la capacidad de ataque a tierra.
Tras el retiro de la RAF a fines de la década de 1980, muchos de los aviones restantes se convirtieron en exhibiciones de museos. Hasta 2009, tres relámpagos se mantuvieron volando en "Thunder City" en Ciudad del Cabo, Sudáfrica. En septiembre de 2008, la Institución de Ingenieros Mecánicos otorgó a Lightning su "Premio al Patrimonio de la Ingeniería" en una ceremonia en el sitio de BAE Systems en Warton Aerodrome.

## Historia
El prototipo, conocido como P.1, se fabricó para satisfacer la especificación F23/49 del Ministerio del Aire de 1947, y voló por primera vez en Boscombe Down el 4 de agosto de 1954. La especificación cancelaba otra especificación del Ministerio del Aire, la E.24/43 de 1942 sobre la investigación de un avión supersónico cuyo resultado fue el Miles M.52. El Lightning compartía ciertas innovaciones con el Miles M.52, incluyendo el cono frontal y la cola.
El diseñador del P.1 fue W. E. W. Petter, antiguo diseñador jefe en Westland Aircraft. El diseño era controvertido y se fabricó el Short SB5 para probar combinaciones de alas en flecha y colas. La combinación original demostró ser la correcta.
El Lightning fue diseñado específicamente como interceptor, armado con misiles y optimizado para superioridad aérea en defender las islas británicas contra ataques de bombarderos. Para reducir el área de sección recta del fuselaje y mejorar su rendimiento se restringió la capacidad de combustible. Estaba armado con dos cañones automáticos ADEN de 30 mm y dos misiles aire-aire, a principio los de Havilland Firestreak y posteriormente los Hawker Siddeley Red Top.
Para reducir la resistencia de la instalación de los dos motores, Petter diseñó un sistema único. Se situaba los motores en vertical, uno sobre otro y evitando la cabina, la entrada de aire estaba en el morro. Esto conseguía doblar el empuje con sólo incrementar el área frontal un 50%.
Las limitaciones de la capacidad de combustible dominaron el diseño del avión, siendo el fuselaje del mismo básicamente motores y conductos, dejando poco espacio para los depósitos. Por tanto, todo espacio disponible fue adaptado para contener combustible, incluso los flaps eran utilizados como tanques de combustible y el tren de aterrizaje tenía ruedas estrechas para ocupar menos al ser plegadas. Cuando el principio aerodinámico de la regla del área fue una práctica habitual, se le añadió un depósito ventral al fuselaje, aumentando su capacidad mientras seguía siendo aerodinámico.

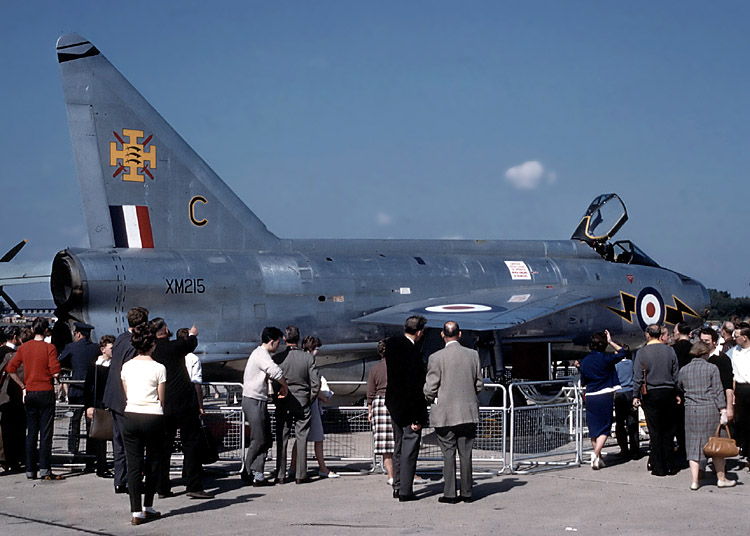
Lightning XM215 en la exhibición aérea de Farnborough (Inglaterra), 1964.

El primer avión operacional, un P.1B (XG336), llegó a RAF Coltishall en Norfolk en diciembre de 1959. A partir de 1960, el modelo de producción F1 sirvió en el Escuadrón N.º 74 de la RAF. La variante mejorada F2 realizó su primer vuelo el 11 de julio de 1961 y entró en servicio en el Escuadrón N.º 19 a finales de 1962. El F.3 voló por primera vez el 16 de junio de 1962 y el F.6 de largo alcance el 16 de junio de 1965. Las versiones vendidas a Arabia Saudí eran esencialmente similares a los modelos T.5 y F.6 del servicio británico y este lote final volvió al acabado externo clásico de metal que resistía mejor en el seco clima saudita.
Durante los años 1960, mientras se incrementaba la alerta estratégica y se desarrollaron una multitud de cazas por parte de los miembros de la OTAN y el Pacto de Varsovia, las deficiencias del Lightning en términos de alcance y poder de fuego llegaron a ser aparentes. La retirada del F-4 Phantom de la Royal Navy permitió que estos aviones más lentos pero con mayor alcance fuesen añadidos a la RAF en tareas de intercepción juntos con aquellos que se retiraron de Alemania que estaban siendo reemplazados por SEPECAT Jaguar para tareas de ataque a tierra. Más tarde, el Tornado F3 llegaría para defender el espacio aéreo británico. Aunque menos ágil y veloz que el Lightning, el Tornado lleva una capacidad de armamento mayor y aviónica más avanzada. Los Lightning se fueron retirando lentamente del servicio entre 1974 y 1988, aunque se necesitaba muchas pruebas y mantenimiento para mantenerlos con capacidad de vuelo debido al alto número de horas acumuladas.
En los últimos años en servicio en la RAF, los Lightning estaban en la base Binbrook en Lincolnshire y muchos estaban camuflados para hacerlos menos sospechosos en vuelos bajos. Su intención era la defensa del Sector de Flamborough Head. Los últimos aviones fueron los monoplazas F.3 y F.6 y el entrenador biplaza T.5, todos fabricados por British Aircraft Corporation. Muchos aviones se conservan en museos. El Short SB5 y el P1.A en el Museo de la RAF de Cosford (Shropshire). La Civil Aviation Authority rechazó una licencia para que los ejemplares supervivientes con capacidad de vuelo pudiesen realizar exhibiciones en el Reino Unido, aunque hay 4 activos en Sudáfrica.

## Historia operativa

### Real Fuerza Aérea Británica
El primer avión que entró en servicio con la RAF, tres P.1B de preproducción, llegó a la Royal Air Force Coltishall en Norfolk el 23 de diciembre de 1959, y se unió al Escuadrón de Desarrollo de Combate Aéreo (AFDS) del Establecimiento de Combatientes Centrales, donde fueron utilizados para despejar El relámpago para la entrada en servicio. La producción Lightning F.1 entró en servicio con el AFDS en mayo de 1960, lo que permitió a la unidad participar en el ejercicio de defensa aérea "Yeoman" más tarde ese mes. El Lightning F.1 entró en el servicio del escuadrón de primera línea con 74 Squadron bajo el mando del líder del escuadrón John "Johnny" Howe en Coltishall desde el 11 de julio de 1960. El radar y los misiles de la aeronave demostraron ser efectivos y los pilotos informaron que el Lightning era fácil de volar. Sin embargo, en los primeros meses de operación, la capacidad de servicio de la aeronave fue extremadamente pobre. Esto se debió a la complejidad de los sistemas de las aeronaves y la escasez de repuestos y equipos de apoyo en tierra. Incluso cuando el Lightning no estaba conectado a tierra por fallas técnicas, la RAF inicialmente tuvo problemas para obtener más de 20 horas de vuelo por avión por mes, en comparación con las 40 horas de vuelo que English Electric creía que podían lograrse con el apoyo adecuado. A pesar de estas preocupaciones, dentro de los seis meses de la entrada en servicio de Lightning, 74 Squadron pudo alcanzar 100 horas de vuelo por avión.
Además de su entrenamiento y funciones operativas, 74 Squadron fue designado como el equipo aeroacrobacia oficial del Comando de Combate para 1961, volando en espectáculos aéreos en todo el Reino Unido y Europa. Las entregas del Lightning F.1A, ligeramente mejoradas, con productos de aviónica mejorados y provisión de una sonda de reabastecimiento de aire, permitieron que dos escuadrones más, el 56 y el 111 Escuadrón, ambos con sede en la RAF Wattisham, se convirtieran al Lightning en 1960–1961. El Lightning F.1 solo se ordenaría en números limitados y se mantendría por un corto tiempo; sin embargo, fue visto como un paso significativo hacia adelante en las capacidades de defensa aérea de Gran Bretaña. Luego de su reemplazo de las funciones de primera línea por la introducción de variantes sucesivamente mejoradas del Rayo, el avión F.1 restante fue empleado por el Escuadrón de Conversión del Rayo.
Una variante mejorada, el F.2 voló por primera vez el 11 de julio de 1961 y entró en servicio con el Escuadrón 19 a fines de 1962 y el Escuadrón 92 a principios de 1963. La conversión de estos dos escuadrones fue facilitada por el uso del entrenador T.4 de dos asientos. , que entró en servicio en el Lightning Conversion Squadron (que luego se llamaría 226 Operational Conversion Unit) en junio de 1962. Mientras que la OCU era el principal usuario de las dos plazas, también se asignaron pequeños números a los escuadrones de combate de primera línea. Se produjeron más F.2 que los puestos de escuadrón disponibles, por lo que la aeronave de producción posterior se almacenó durante años antes de ser utilizada operativamente; algunos Lightning F.2s se convirtieron a F.2a. Tenían algunas de las mejoras añadidas a la F.6.
Se esperaba que el F.3, con motores más poderosos y el nuevo misil Red-Top (pero no cañón), fuera el Rayo definitivo, y en un momento se planeó equipar a diez escuadrones, mientras que los dos escuadrones restantes retuvieron la F. 2. El 16 de junio de 1962, la F.3 voló por primera vez. Tuvo una vida operativa corta y se retiró del servicio antes de tiempo debido a los recortes de la defensa y la introducción del F.6, algunos de los cuales se convirtieron en F.3s.
El Lightning F.6 era una versión más capaz y de mayor alcance del F.3. Inicialmente no tenía cañones, pero los paquetes de armas instalables estaban disponibles más tarde. Algunos F.3s se actualizaron a F.6s. El autor Kev Darling sugiere que la disminución de los compromisos de defensa británicos en el extranjero había llevado a que esos aviones se retiraran prematuramente. La introducción del F.3 y el F.6 permitieron a la RAF reequipar progresivamente a los escuadrones que operaban aeronaves como el Gloster Javelin y retirar estos tipos a mediados de los años sesenta.
Al Lightning se le asignó la tarea de derribar a un Harrier sin piloto sobre Alemania Occidental en 1972. El piloto había abandonado el Harrier que seguía volando hacia la frontera de Alemania Oriental. Fue derribado para evitar un incidente diplomático. Durante los ensayos de British Airways en abril de 1985, Concorde se ofreció como objetivo a los combatientes de la OTAN, incluidos los F-15 Eagles, los F-16 Fighting Falcons, los F-14 Tomcats, Mirages y los F-104 Starfighters, pero solo el Lightning XR749, volado por Mike Hale y descrito por él como "un barco muy caliente, incluso para un Rayo", logró superar a Concorde en una interceptación de conversión severa.
Durante la década de 1960, a medida que aumentaron la conciencia estratégica y los miembros del Pacto de Varsovia y la OTAN desarrollaron una gran variedad de diseños de caza alternativos, la gama de Lightning y las deficiencias de la potencia de fuego se hicieron cada vez más evidentes. La transferencia de McDonnell Douglas F-4 Phantom II del servicio de la Royal Navy permitió que estos aviones de más largo alcance se agregaran a la fuerza interceptor de la RAF junto con los retirados de Alemania, ya que fueron reemplazados por SEPECAT Jaguars en el papel de ataque en tierra. El reemplazo directo del Lightning fue el Tornado F3s, una variante interceptor del Panavia Tornado. El Tornado ofreció varias ventajas sobre el Rayo, incluyendo una carga de armas mucho más grande y una aviónica considerablemente más avanzada. Los relámpagos quedaron fuera de servicio lentamente entre 1974 y 1988. En sus últimos años, los armazones de los aviones requirieron un mantenimiento considerable para mantenerlos en condiciones de vuelo debido a la gran cantidad de horas de vuelo acumuladas.
Comando de combate/Comando de ataque
El rol principal de Lightning fue la defensa aérea del Reino Unido y fue operado al principio como parte del Comando de Combate y luego desde 1968 con el n.º 11 Grupo de Comando de Ataque. En la formación del Comando de Ataque, nueve escuadrones de Rayo estaban operativos en el Reino Unido.
Fuerza Aérea del Lejano Oriente
En 1967, el Escuadrón n.º 74 fue trasladado a RAF Tengah, Singapur para asumir el papel de defensa aérea del Gloster Javelin equipado con 60 Escuadrones. El escuadrón se disolvió en 1971 tras la retirada de las fuerzas británicas de Singapur.
Fuerza Aérea del Cercano Oriente
La Royal Air Force había separado Lightning a la RAF Akrotiri, Chipre para apoyar a la Fuerza Aérea del Cercano Oriente y en 1967 el Escuadrón n.º 56 de la RAF se trasladó de la RAF Wattisham con el Lightning F.3 para proporcionar una fuerza de defensa aérea permanente, se convirtió al F .6 en 1971 y regresó al Reino Unido en 1975.
Royal Air Force Alemania
A principios de la década de 1960, el escuadrón n.º 19 y el escuadrón n.º 92 con Lightning F.2s, se mudaron de RAF Leconfield a RAF Gütersloh en Alemania Occidental como parte de Royal Air Force Germany y operaron en la función de defensa aérea de bajo nivel hasta su disolución en 1977. cuando la función fue asumida por el Phantom FGR2.

### Fuerza Aérea de Arabia Saudita
El 21 de diciembre de 1965, Arabia Saudita, deseosa de mejorar sus defensas aéreas debido a la participación de Arabia Saudita en la Guerra civil de Yemen del Norte y las incursiones aéreas resultantes en el espacio aéreo saudí por parte de las fuerzas egipcias que apoyan a los republicanos yemeníes, colocó una serie de órdenes con Gran Bretaña y Estados Unidos para construir un nuevo sistema integrado de defensa aérea. BAC recibió pedidos de 34 Lightning F.53s multiusos que aún podrían retener un rendimiento muy alto y una resistencia razonable, y seis entrenadores T.55 de dos asientos, junto con 25 entrenadores BAC Strikemaster, mientras que el contrato también incluyó nuevos sistemas de radar, los Americanos MIM-23 Hawk misiles tierra-aire y entrenamiento y servicios de apoyo.
Para proporcionar un contraataque urgente a las incursiones aéreas, con ciudades sauditas cerca de la frontera bombardeadas por aviones egipcios, se colocó un contrato interino adicional, llamado "Alfombra Mágica", en marzo de 1966 para el suministro de seis relámpagos de la RAF (cuatro F.) 2s y dos entrenadores T.4, redesignados F.52 y T.54 respectivamente , seis Hawker Hunters, dos radares de defensa aérea y varios misiles tierra-aire Thunderbird. Los "relámpagos de la alfombra mágica" se entregaron a Arabia Saudita en julio de 1966. Un perdido en un accidente fue reemplazado posteriormente (mayo de 1967). Los Lightning y los Hunters, volados por pilotos mercenarios, fueron desplegados en el aeródromo de Khamis Mushait, cerca de la frontera con Yemen, lo que provocó el recorte de operaciones por parte de la Fuerza Aérea de Egipto sobre la frontera entre Yemen y Arabia Saudita.
Arabia Saudita recibió oficialmente F.53 Lightnings en diciembre de 1967, aunque se mantuvieron en Warton mientras continuaban las pruebas y el desarrollo, y los primeros Saudi Lightnings que abandonaron Warton fueron cuatro T.55 entregados a principios de 1968 en la Unidad de Conversión Operacional 226 de Royal Air Force en la RAF Coltishall, los cuatro T.55 se usaron para entrenar a la tripulación aérea saudí durante los próximos 18 meses. Los Lightning de nueva construcción se entregaron en la Operación "Palma Mágica" entre julio de 1968 y agosto de 1969. Dos Relámpagos, un F.53 y un T.55 fueron destruidos en accidentes antes de la entrega, y fueron reemplazados por dos aviones adicionales, el último de los cuales se entregó en junio de 1972. Los F.53s en multiusos sirvieron en los roles de reconocimiento y ataque al suelo, así como en un luchador de defensa aérea, con el Relámpago del Escuadrón No 6 RSAF llevando a cabo misiones de ataque al suelo usando cohetes y bombas durante una frontera disputa con el sur de Yemen entre diciembre de 1969 y mayo de 1970. Un F.53 (53–697) fue derribado por el fuego de yemení el 3 de mayo de 1970 durante una misión de reconocimiento, con el piloto expulsado con éxito y siendo rescatado por las fuerzas sauditas. Arabia Saudita recibió cazas Northrop F-5E de 1971, lo que resultó en que los Relámpagos abandonaran la misión de ataque terrestre, concentrándose en la defensa aérea y, en menor medida, en reconocimiento.
Hasta 1982, los relámpagos de Arabia Saudita fueron operados principalmente por 2 y 6 escuadrones RSAF (aunque algunos también fueron utilizados por 13 escuadrones RSAF), pero cuando 6 escuadrones re-equipados con el F-15 Eagle, todos los aviones restantes fueron operados por 2 Escuadrón en Tabuk. En 1985, como parte del acuerdo para vender el Panavia Tornado a la RSAF, los 22 Lightning voladores se intercambiaron con British Aerospace y se devolvieron a Warton en enero de 1986. Aunque BAe ofreció los Lightning de Saudi a Austria y Nigeria, no se realizaron ventas. hecho, y los aviones fueron finalmente dispuestos a los museos.

### Fuerza Aérea de Kuwait
Kuwait ordenó 14 relámpagos en diciembre de 1966, que incluían 12 F.53K y dos T.55K. El primer avión de Kuwait, un T.55K voló por primera vez el 24 de mayo de 1968 y las entregas a Kuwait comenzaron en diciembre de 1968. Los kuwaitíes sobreestimaron un poco su capacidad para mantener un avión tan complejo, sin adoptar el amplio apoyo de BAC y Airwork Services que los saudis utilizados para mantener sus relámpagos operativos, por lo que la capacidad de servicio era deficiente.
Los Lightning de Kuwait no tuvieron una larga carrera de servicio. Después de un intento fallido por parte del régimen de venderlos a Egipto en 1973, se reemplazaron sus últimos Relámpagos con Dassault Mirage F1 en 1977. Los aviones restantes se almacenaron en el Aeropuerto Internacional de Kuwait, muchos fueron destruidos durante la invasión de Kuwait por Irak (agosto de 1990).

## Variantes

P.1 y P.1A prototipos.

Se fabricaron un total de 277 aviones monoplazas y 52 aviones biplaza de entrenamiento, incluyendo las exportaciones.
- P.1A: avión supersónico monoplaza de investigación. Se fabricaron dos prototipos y una estructura para pruebas estáticas.
- P.1B: prototipo monoplaza operacional. Se fabricaron tres prototipos, dos aviones para preproducción y tres estructuras para pruebas.
- F.1: caza monoplaza, entregado en 1960, con motores Rolls-Royce Avon 200R, dos cañones ADEN de 30 mm en el morro y dos misiles Firestreak. Estaba equipado con una radio VHF y un radar AI-23 "AIRPASS" de Ferranti. Se fabricaron 19 unidades más una estructura para pruebas estáticas.
- F.1A: caza monoplaza, entregado en 1961 y conocido actualmente como BAC Lightning. Lleva motores Avon 210R, una sonda para reabastecimiento en vuelo y una radio UHF. Se fabricaron 28 unidades.
- F.2: variante mejorada del F.1. Se fabricaron 44 unidades que se entregaron en 1962. De ellas, 31 unidades se modificaron en la versión F.2A y 5 en la variante F.52 para exportación a Arabia Saudí.
- F.2A: caza monoplaza, variante del F.2 con motores Avon 211R. Se le añadió un depósito de combustible ventral y un gancho de sujeción. Tenía autonomía para dos horas.
- F.3: caza monoplaza con radar mejorado Al-23B, motores Avon 301R y armamento de misiles Red Top, sin cañones. Se fabricaron 70 unidades, de las que al menos seis se convirtieron en F.6 y los últimos 16 aviones se denominaron F.3A que posteriormente serían modificados a F.6.
- F.3A: caza monoplaza con alcance extendido. Se fabricaron 16 al final de la producción del F.3, modificados más tarde al estándar de F.6.
- T.4: versión de entrenamiento biplaza, basado en el F.1A. Se fabricaron dos prototipos y 20 unidades, de las que dos se convirtieron posteriormente en T.54.
- T.5: versión de entrenamiento biplaza, basado en el F.3. Se fabricaron 22 unidades, una de ellas se convirtió en T.55 para Arabia Saudí, pero se estrelló antes de ser entregado.
- F.6: caza monoplaza, versión mejorada de largo alcance del F.3. Se modificaron las alas para mayor eficiencia y rendimiento en velocidad subsónica, aumentando la capacidad de combustible. Estaba armado de los cañones de 30 mm y dos misiles Red Top. Se fabricaron 39 unidades.
- F.52: conversión del F.2 para exportación a Arabia Saudí. Se realizaron 5 unidades.
- F.53: versión de exportación del F.6 con sujeciones para bombas y cohetes. Se fabricaron 46 unidades y una conversión de las que 12 F.53K fueron a la Fuerza Aérea de Kuwait y 34 F.53 a la Real Fuerza Aérea Saudí y uno se estrelló antes de ser entregado.
- T.54: conversión del T.4 de entrenamiento para Arabia Saudí. Se realizaron dos unidades.
- T.55: versión de exportación del T.5 de entrenamiento. Se fabricaron ocho unidades, seis T.55 para Arabia Saudí y dos T.55K para Kuwait y uno convertido a partir de un T.5 que se estrelló antes de ser entregado.

## Usuarios

### Operadores militares
Reino Unido
- Real Fuerza Aérea Británica

Arabia Saudita
- Real Fuerza Aérea Saudí

Kuwait
- Fuerza Aérea de Kuwait

### Operadores civiles
Sudáfrica
- Thunder City, una compañía privada con sede en el Aeropuerto Internacional de Ciudad del Cabo, Sudáfrica, operó un Lightning T.5 y dos F.6es de asiento único. El T.5 XS452, (registro civil ZU-BBD) voló nuevamente el 14 de enero de 2014 después de la restauración y actualmente es el único ejemplo de aeronavegabilidad.

Un relámpago T.5, XS451 (registro civil ZU-BEX) perteneciente a Thunder City se estrelló después de desarrollar problemas mecánicos durante su exhibición en el bienal Airball Air Showow de la Fuerza Aérea Sudafricana celebrado en AFB Overberg cerca de Bredasdorp el 14 de noviembre de 2009. The Silver Falcons, El equipo aeroacrobacia oficial de la Fuerza Aérea Sudafricana voló a una formación de hombres desaparecidos después de que se anunció que el piloto había muerto en el accidente.
Reino Unido
British Aerospace operó con cuatro radares F.6s ex RAF como objetivos de radar para ayudar al desarrollo del radar AI.24 Foxhunter del Panavia Tornado ADV desde 1988 hasta 1992.
Estados Unidos
La Anglo-American Lightning Organization, un grupo con sede en Stennis Airport, Kiln, Misisipi, está devolviendo a EE Lightning T.5, XS422 a un estado de aeronavegabilidad. A partir de noviembre de 2013, la aeronave era capaz de hacer funcionar sus motores. El avión estaba anteriormente en el Empire Test Pilots 'School (ETPS) en Boscombe Down en Wiltshire, Reino Unido.

## Especificaciones del Lightning (F.6)

### Características generales
- Tripulación: 1
- Longitud: 16,84 m
- Envergadura: 10,62 m
- Altura: 5,97 m
- Superficie alar: 44,1 m²
- Peso vacío: 12.720 kg
- Peso máximo al despegue: 18.900 kg
- Planta motriz: 2× turborreactores Rolls Royce Avon 301.
  - Empuje normal: 58,9 kN (6002 kgf; 13 232 lbf) de empuje cada uno.
  - Empuje con postquemador: 72,8 kN (7420 kgf; 16 359 lbf) de empuje cada uno.

### Rendimiento
- Velocidad máxima operativa (Vno): 2.415 km/h Mach 2,27
- Alcance en combate: 1300 km
- Techo de vuelo: 18.000 m
- Régimen de ascenso: 260 m/s (51 180 ft/min)
- Carga alar: 429 kg/m² (87,9 lb/ft²)

### Armamento
- Cañones:  2 x ADEN de 30 mm
- Misiles: 2 x Red Top

### Aeronaves similares
- MiG-21
- Túpolev Tu-28
- Northrop F-5 Freedom Fighter
- Convair F-106 Delta Dart
- Convair F-102 Delta Dagger
- Republic F-105 Thunderchief
- Dassault Mirage III
- Saab 37 Viggen
- IAI Nesher
- Avro Canada CF-105 Arrow